# HMS Bull (1546)
El HMS Bull era una galeaza Inglesa construida en 1546 , junto con otros tres buques gemelos . 
Las galeazas fueron eran impulsados por remos a pesar de tener velas , aunque no se sabe hasta que punto se utilizaba los remos, pudiendo ser utilizados solo en la batalla y en los puertos.
El HMS Bull tenía un armamento compuesto por 18 cañones, que se encontraban dispuestos en la cubierta de los remeros. Dado su escaso armamento es probable que el barco solo tuviera misiones defensivas.